# Максут Жумаев
Максут Сагинтаюли Жумаев (на казахски: Мақсұт Сағынтайұлы Жұмаев) е казахски алпинист, изкачил всичките 14 върха с височина над осем хиляди метра без употреба на допълнителен кислород. Прави това в периода от 2000 до 2011 г. (27-ият човек, изкачил осемхилядниците, и 12-ият без кислород). В продължение на десет години (2001 – 2011) катери в свръзка със своя сънародник Василий Пивцов. Изкачва и много други върхове на петте континента:
Капитан е на националния отбор по алпинизъм на Казахстан, заслужил майстор на спорта, многократен шампион и призьор (във височинния клас) от шампионата на републиката и от открития шампионат по алпинизъм на ОНД (2001 – 2003).

## Биография
Роден е на 23 декември 1976 г. в село Фьодоровка, в Теректинския район на Западноказахстанската област, недалеч от Уралск, тогава в Казахстанската ССР, СССР. Прекарва детството си в село Чапаев на брега на река Урал. Пряк потомък е на легендарния казахски герой Сирим Датули (Syrym Datuly, Syrym Datov). За първи път вижда планини в Алма-Ата, където отива на гости на роднини, и е запленен от тях. През студентски ваканции (1997 г.), работи като носач на чуждестранни експедиции в туристическата агенция „Хан-Тенгри“ на Казбек Валиев. Изкачва с приятели първия си връх -Големия Алмати (3680 м), след това връх Маметов (4194 м) и връх Комсомол (4376 м) по време на алпиниада и други.
През 1998 г. завършва Западноказахстанския аграрен университет като ветеринарен лекар. Призован е в армията и изкарва службата в ЦСКА – Алма-Ата. След армията отново работи като носач в експедиция с американци в Памир. Поканен от тях да участва в съвместно изкачване на Шиша Пангма (8008 м) в Хималаите през пролетта на 2000 г., спонсорирано от фондация „Анатолий Букреев“. Успява да изкачи този осемхилядник без кислород и веднага влиза в националния отбор по алпинизъм.
През 2002 г. завършва задочно Юридическия факултет на университета „Кайнар“ в Алма-Ата. Работил е като адвокат в групата компанииTaylan. От 2005 г. е изпълнителен секретар по алпинизъм във Федерацията по алпинизъм и скално катерене на Република Казахстан.
Награден е с орден „Курмет“ (2011 г.), почетен гражданин на Западноказахстанския район (2017).
Женен е, има три деца.

## Алпинизъм

### 14-те осемхилядника
2000 г., 21 май – Шиша Пангма Централен (8008 m), по северния хребет от китайска страна, без кислород като част от американско-казахстанска експедиция с ръководители Майк и Стив Маролт (Aspen Alpin Club, САЩ).
2001, 13 август – Гашербрум I (8068 m), като част от казахстанска експедиция по време на програмата „Казахстански национален отбор на всички осемхилядници по света“. По класическия път през японския кулоар, всичките 7 участници се изкачват без кислород: капитан на отбора Урубко, Жумаев, Пивцов, Распопов, Лавров (ядрото на отбора), също Молгачев и Литвинов, ръководител Ерванд Илински.
2001, 20 август – Гашербрум II (8035 m, безкислородно изкачване като част от същата седморка от казахстанската експедиция, по класическия маршрут от югозапад.
2002 г., 13 май – Кангчендзьонга (8586 m) безкислородно изкачване по югозападния хребет със седем казахстански алпинисти (Бродски вместо Литвинов).
2002 г., 25 октомври – траверс Шиша Пангма Среден (8008 m) – Шиша Пангма Главен (8027 м), класика от север, от китайска страна, капитан на казахстанската експедиция, без кислород две свръзки: Жумаев – Пивцов и Урубко – Распопов.
2003 г., 17 юни – Нанга Парбат (8126 m), по стената Диамир (маршрут Кинсхофер), безкислородно изкачване от ядрото на отбора – петима алпинисти, също Литвинов и Чумаков. Рък. Баглан Жунусов и Ерванд Илински.
2003 г., 16 юли – Броуд Пик (8048 m), безкислородно изкачване по Западен хребет със същия екип от седем алпинисти.
2004 г., 22 май – Макалу (8485 m), по Западния хребет (маршрут Параго), на връха се изкачва свръзката Жумаев – Пивцов без кислород.
2005 г., 3 май – Чо-Ою (8201 m) по северозападното било, като част от международна експедиция двойката Жумаев – Пивцов се изкачва без кислород.
2006 г., 2 май – Дхаулагири (8167 m), по североизточния хребет, двойката Жумаев – Пивцов в алпийски стил без кислород, треньор Ерванд Илински.
2006 г., 19 май – Анапурна (8091 m), от север по френския маршрут, двама Жумаев – Пивцов в алпийски стил без кислород, треньор Ерванд Илински. По време на изкачването Жумаев е ударен от мълния тангенциално.
2007 г., 30 април – Еверест (8848 m), от север със свръзка с Пивцов, без кислород.
2008 г., 14 май – Манаслу, сам без кислород по класическия път, въпреки че е наранява десното си бедро в лагер 1. Разрешението за изкачване е получено с германската експедиция German Manaslu Ski Expedition 2008.
2009 г., май – неуспешен опит за Лхотсе, проект „Траверс Лхотце – Еверест“. Загива Сергей Самойлов, а Жумаев и Пивцов са почти пометени от лавина
2010, 16 май – Лхотце (8516 m), по кулоара на северозападната стена с Василий Пивцов и Владислав Чехлов, последното безкислородно изкачване в програмата „Казахстански отбор във всичките 14 осемхилядници по света“.
2011 г., 23 август – K2 (Chogori, 8611 m), безкислородно изкачване от север по японския кулоар с Василий Пивцов, Герлинде Калтенбрунер (Австрия) и Дариуш Залуски (Полша). Това е шестият му опит за изкачване на К2 и успешен финал на личната му програма Quest-14 (всичките 14 осемхилядници).
Жумаев се изкачва и два пъти на Шиша Пангма Централен връх.

### Континентални първенци
Изкачил е 6 от 7-те върха: 2006 г. – Килиманджаро (5895 m, Африка), 2007 – Еверест (8848 m, Азия), 2013 г. – Елбрус (5642 m, Европа), 2014 – Маккинли (6168 m, Северна Америка), 2016 – Аконкагуа (6962 m, Южна Америка), 2017 – Джая (4884 m, Нова Гвинея, Австралия и Океания). Остава му само един връх – Винсън (4897 m, Антарктида).

## Документални филми
- „Гималайский дуэт: Дхаулагири – Аннапурна“, 2006 г., 18 мин, (Жумаев/Дворецкий). Победител в категорията „Любителски филми“ на XI фестивал за планински и приключенски филми „Вертикал“ (Москва, 2008 г.).
- „Дотянуться до звезды“, 2007, „Тайлан-медия“, 36 мин, (Муленкова/Жумаев/Пивцов). Филм-портрет на капитана на националния отбор по алпинизъм в Казахстан Максут Жумаев.
- „Maksut Zhumayev and Fujitsu Netbook on Everest 8000 meters“, 2008 г., 18 мин.
- „Экспедиция „Клуба 7 вершин“ на К2“, 2009 г.[13]
- „Максут Жумаев. Рождённый быть горцем“, 2013, „Астана ТВ“, 25 мин.
- „Максут Жумаев. Восхождение на Мак-Кинли“, 2014, „Туран ТВ“, 15 мин.
- „Альпинист Максут Жумаев“ 2015 г., Kazakh TV, 15 мин.